# Szamchał
Szamchał – osiedle typu miejskiego w Rosji, w Dagestanie. W 2010 roku liczyło 11 855 mieszkańców.